# Audiograbber
Audiograbber ist eine CD-Ripper-Software zum Rippen und Konvertieren von Audiosignalen. Autor Jackie Franck war zuvor für die Programmierung des AudioCatalyst von RealNetworks verantwortlich.
Das Programm wurde anfänglich als Shareware vermarktet. Derzeit wird es entweder als Freeware im Bündel mit (bei der Installation ablehnbarer) Adware angeboten, oder als Kaufsoftware.

## Funktionen
Die extrahierten Audiodaten können in Formaten wie WAV, WMA oder Vorbis codiert und auf der Festplatte abgelegt werden. Der weit verbreitete LAME-Codec wird mitgeliefert, um MP3-Dateien zu erstellen. Ferner kann auch jeder weitere externe Encoder eingebunden werden, der über eine Kommandozeilen-Funktionalität verfügt.
Audiograbber beherrscht das Normalisieren der Lautstärke, das Schreiben von ID3-Tags ohne Verwendung von Unicode unter der fakultativen Nutzung der freedb, das Auslesen von CD-Text und Karaoke-CDs, das Entfernen von Stillepassagen in Songtiteln und das Berechnen einer Prüfsumme. Eine Aufnahmefunktion ermöglicht auch das Einlesen von analogen Tonträgern wie Schallplatten oder Kassetten. Während erfahrenen Benutzern eine Vielzahl an weiteren Einstellungsmöglichkeiten zur Verfügung steht, können Einsteiger auf die automatisch vorgenommenen Standard-Einstellungen zurückgreifen.
Das Programm bietet Benutzerführungen in verschiedenen Sprachen, darunter Englisch, Deutsch, Französisch, Spanisch und Italienisch. Weitere Sprachen können nachinstalliert werden. Zwei deutschsprachige Einsteiger-Anleitungen sind Audiograbber als PDF beigelegt.
Ohne Änderung der Versionsnummer wurde Audiograbber 1.83 im Jahr 2020 angepasst, um MP3-Unterstützung zu integrieren und Metadaten von gnudb.org statt der eingestellten freedb zu beziehen.
Die Website Heise online bietet das Programm auf ihrem Download-Portal an, wobei sie vor möglicherweise unerwünschter zusätzlich installierter Software warnt, die bei der Installation abgewählt werden kann.